# Вести из Непала
«Вести из Непала» — ранний рассказ российского писателя Виктора Пелевина, вошедший в сборники «Синий фонарь» и «Жёлтая стрела».

## Содержание
Рассказ начинается с описания обычного рабочего утра Любочки, инженера по рационализации в троллейбусном парке. Она прыгает из двери трогающегося троллейбуса прямо в лужу и идёт на работу. Постепенно вкрадываются детали, заставляющие усомниться в реалистичности действия, а также нагнетается тягостное настроение рассказа. Например, Любочка встречает двух незнакомцев в ночных рубашках, одни из которых на вопрос «Не холодно ли им?» отвечает, что им всё это снится. На столе стоят сделанные из черепов чаши с прилипшими к стенкам чаинками. Затем над головой Любочки пролетает «перепончатокрылая тварь» размером с большую собаку. Потом в кармане своего ватника Любочка обнаруживает памятку о «Многоликом Катманду», рассказывающую о райской жизни в Непале. В конце концов, во время производственного собрания открывается горькая истина — это первый день героев рассказа после смерти в пародийном загробном мире, когда, согласно православной догматике, начинаются так называемые воздушные мытарства (муки) — герои испытывают примерно то же, что и при жизни. Рассказ кончается, как и начинается, — возможно, под влиянием рассказов В. В. Набокова, одного из любимых писателей Пелевина. Чёрная полоса на белой кофточке героини оказывается следом от протектора. Осознав собственную смерть, Любочка бросается к двери, но та оказывается дверью трогающегося троллейбуса.
В рассказе «Вести из Непала» автор иронизирует над советской действительностью, которая стала для героев ужасным сном, близким к аду. С самого начала говорится о безысходности положения людей в этом мире. Истина о том, что герои находятся уже в ином мире, преподносится в виде политинформации устами диктора по радио.

## Публикация
Рассказ впервые опубликован в составе первого авторского сборника Пелевина «Синий фонарь» (1991).